# Chapelle musicale Reine Élisabeth
Pour les articles homonymes, voir Chapelle (homonymie).
 (août 2014).
Si vous disposez d'ouvrages ou d'articles de référence ou si vous connaissez des sites web de qualité traitant du thème abordé ici, merci de compléter l'article en donnant les références utiles à sa vérifiabilité et en les liant à la section « Notes et références ».
La Chapelle musicale Reine Élisabeth est une institution belge d'enseignement supérieur artistique non reconnue bilingue fondée par la Reine Élisabeth de Belgique en 1939, siégeant à Bruxelles et établie à Waterloo.

## Histoire
Fruit d'une réflexion sur la formation musicale entamée 20 ans auparavant avec Eugène Ysaÿe, la Chapelle musicale, située près du château d'Argenteuil à deux pas du centre et du lion de Waterloo, a été inaugurée le 12 juillet 1939 par la reine Élisabeth. La Chapelle est l'une des trois institutions musicales (à côté du Concours Reine Élisabeth et de l'Antwerp Symphony Orchestra, orchestre en résidence de la Salle Reine Élisabeth) dédiées à la reine Élisabeth.[pertinence contestée]
Malgré son succès et le soutien de la Reine Elisabeth, la chapelle ferme ses portes à partir de 1943, victime d'un double scandale portant sur son directeur Charles Houdret.
Après la guerre, la Chapelle musicale a repris sa fonction d'institution de formation à partir de 1956. Jusqu'en 2004, elle accueille en résidence une douzaine de jeunes musiciens et compositeurs, accompagnés chacun par un professeur de leur choix, pour des cycles de trois ans. Séjourneront alors à la Chapelle quelques générations de musiciens d'élite, occupant une place prépondérante à la scène ou dans l'enseignement supérieur.
Des musiciens tels que Plamena Mangova (piano), Yossif Ivanov (violon), Esther Yoo (en) (violon), Lorenzo Gatto (violon), Vineta Sareika (Artemis Quartet), Hendrickje Van Kerckhove (soprano), ou Emmanuel Krivine (chef d'orchestre) Paul-Baudouin Michel (compositeur)- entre autres - ont étudié à la Chapelle musicale.
En 2004, la Chapelle musicale vit une restructuration en profondeur.

## Fonctionnement
En 2004, le projet de la Chapelle musicale Reine Élisabeth est entièrement rénové, et se définit aujourd’hui autour de deux axes :
- La formation de haut niveau dans six disciplines (chant, violon, piano, violoncelle, alto et musique de chambre) et avec la présence de Maîtres en résidence. Six grands noms de la musique classique accompagnent la Chapelle et ses jeunes :

José Van Dam (chant)
Augustin Dumay (violon)
Miguel da Silva (alto)
Louis Lortie (piano)
Gary Hoffman (violoncelle)
Quatuor Artemis (musique de chambre)
- L’insertion professionnelle à travers un réseau de partenaires culturels en Belgique (Bozar, Flagey, La Monnaie, les grands orchestres…) et dans le monde entier (France, Hollande, Suisse, Espagne, Autriche, Japon, EU). 200 concerts ont été produits, coproduits ou initiés par la Chapelle. Elle compte parmi ses partenaires l'Orchestre national de Belgique, l'Orchestre royal du Concertgebouw, le London Chamber Orchestra, l'Orchestre Philharmonique de Kansai, et le Sinfonia Varsovia. La Chapelle est devenue en ce sens un acteur de la vie musicale et une institution pilote par ses liens avec les orchestres, les festivals et les salles de concert, aussi bien sur le plan local qu'à l'étranger.

La formation artistique de la Chapelle musicale se base sur trois piliers :
- Ouverture : la Chapelle Musicale se donne une vocation internationale ancrée dans un paysage belge
- Flexibilité : la Chapelle tente de s'adapter à chaque profil de jeune en lui proposant un système tailor-made (cycles variables)
- Excellence : les maîtres en résidence (José van Dam, Augustin Dumay, Maria João Pires, Gary Hoffman, Miguel da Silva et Artemis) et leurs invités (Gérard Caussé, Abdel Rahman El Bacha, etc.) témoignent d'un esprit de compagnonnage avec les jeunes.

La Chapelle musicale accueille chaque année une cinquantaine de jeunes talents en résidence, belges et étrangers.
L’objectif de la Chapelle est de se situer parmi les meilleures institutions de formation de jeunes talents.
Chaque année, des étudiants de la Chapelle participent à différents concours musicaux internationaux.
Le budget de la Chapelle musicale est actuellement de deux millions et demi d'euros par an. Il est financé à 80 % par le secteur privé (fondations, entreprises, mécénat privé, recettes propres) et à 20 % par des subventions publiques (Politique scientifique fédérale, ministère de l’Enseignement en Fédération Wallonie Bruxelles)[réf. nécessaire].         
La Chapelle musicale est soutenue par de nombreux mécènes culturels et sponsors, dont Proximus et ING[réf. nécessaire]..

## Patrimoine architectural
Construite d'après les plans de l'architecte Yvan Renchon, la Chapelle musicale fut inaugurée le 11 juillet 1939.
Le bâtiment de la Chapelle musicale Reine Élisabeth, reflet de l'architecture en transition entre l'Art déco et le modernisme, a été pensé et spécialement conçu pour son activité première : accueillir et loger des jeunes talents musicaux de haut niveau, tout en leur donnant la possibilité de se perfectionner et de se produire en concert dans les meilleures conditions. Depuis 1994, les pouvoirs publics, réalisant l'importance primordiale que revêt ce patrimoine architectural pour la Belgique, ont classé le bâtiment d'origine et son parc.
Après la rénovation du contenu en 2004 et des structures de la Chapelle en 2008-2009 (Fondation d’utilité publique qui gère l’opérationnel et SA à finalité Sociale qui est propriétaire du bien à Waterloo), la Chapelle musicale développe un grand projet de développement de ses infrastructures. Le projet « New Building » est basé sur :
- l’augmentation de la résidence d’artistes, spécificité du projet depuis 1939 ;
- l'augmentation de lieux de formation ;
- la création d’un nouveau studio de diffusion et d’enregistrement pouvant accueillir jusqu’à 200 personnes en concert.

L’objectif de ce projet est de dédoubler la capacité d’accueil de la Chapelle, de 1 800 m2 à 3 600 m2. La première estimation budgétaire de ce projet est de l’ordre de 5 à 6 millions d’euros hors TVA. Le projet devrait être terminé à l’été 2014.
Ce projet de construction devrait conclure 10 ans de rénovation intense de la Chapelle.

## Projet Equinox
Avec le soutien de la Chapelle musicale Reine Élisabeth.
Le projet Equinox se consacre à la création et au développement de chorales d’enfants. L’objectif est de partager l’excellence artistique de la Chapelle musicale Reine Elisabeth, due à ses maîtres et à ses jeunes musiciens, avec des publics qui n’y ont pas naturellement accès et favoriser la rencontre des cultures. Il s’agit d’un travail de fond qui tend à « enraciner » la pratique musicale dans des milieux où les conditions ne sont a priori pas réunies pour qu’elle s’épanouisse : c’est une question de partage de l’art, de la culture, mais aussi, tout simplement, d’égalité.
Les enfants fréquentent un chœur, où ils travaillent tous les jours, de manière à favoriser l’acquisition d’habitudes et une véritable identité musicale. Il ne s’agit pas seulement de « faire de la musique », mais aussi de se « sentir musicien ». Un tel processus favorise la solidarité entre enfants, le sens de l’autre, de la camaraderie, d’une émulation distincte de la compétition, et développe bien sûr l’estime de soi.
La méthode de travail, développée par Maria João Pires, vise à renforcer les capacités de l’enfant en favorisant l’expression artistique à travers la musique.
À la fin de l’année scolaire 2013/2014, Equinox se développe à Bruxelles, en partenariat avec les maisons d’enfants Reine Marie Henriette et l’Ancre et avec l'Athénée royal Victor Horta et Flagey ; à Chastre, à La Petite Maison, hôpital psychiatrique pour enfants et adolescents ; et au Burundi, avec le Village SOS de Bujumbura. Pour l’année scolaire 2014/2015 est envisagé l'ouverture de trois autres pôles de développement.